# May Shin
May Shin (en birmano: မေရှင်; pronunciado /mè ʃɪ̀ɰ̃/; 10 de marzo de 1917 – 3 de septiembre de 2008) fue una actriz y cantante birmana, que ganó popularidad durante la década de 1930 y 1950.

## Biografía
May Shin nació como Than Shin (en birmano: သန်းရှင်, /θáɴ ʃɪ̀ɴ/) en 1917 siendo hija del empresario Khin Lay (en birmano: ခင်လေး) y su esposa Pwa Yon (en birmano: ဖွားယုံ). en Mandalay en Birmania británica. Siendo la menor de 5 hermanos. Pasó a séptimo grado en la Escuela Wesleyan. Y a los 18 años, May Shin se unió a A1 Film Company como aspirante a ser actriz. Siendo muy aclamada por su suave voz en el canto.
Su primera aparición en la industria cinematográfica fue en Hpuza Shin, con quién protagonizó juntó con el actor Yegaung Chit Swe pero es conocida por hacer una aparición en la primera película sonora de Birmania Hmya Nat Maung.
Como presentadora de radio en el Servicio de Radiodifusión de Birmania en la década de 1950, apoyó activamente al gobierno de U Nu contra la campaña de izquierda al apelar a los insurgentes armados a rendirse. En 1958, recibió el título de Wunnakyawhtin (en birmano: ဝဏ္ဏကျော်ထင်), quién en ese momento era uno de los mayores honores otorgados a un artista por el gobierno birmano. En 1962, cuando tenía 45 años, My Shin dejó de trabajar y se retiró. Se volvió devotamente budista y practicó dharma hasta su muerte.
En 2004, el primer ministro Gen Khin Nyunt la visitó en Mandalay poco antes de que fuera arrestado.
Durante su vejez, la actriz y cantante pasaba la mayor parte de su tiempo en una contemplación budista en su residencia de Mandalay. Win Win Myint (también conocido como Nandaw Shay), autor de la biografía de May Shin, Pan Pwint Ye Yin Khon Than ("The Heartbeat of a Flower"),  dijo que Shin nunca se había casado y que le encantaba defender la religión y a la cultura tradicional en Birmania.
May Shin murió tras haber sufrido un edema pulmonar en su residencia en Aung Daw Mu Ward, Mandalay. Tenía 91 años.

## Filmografía
May Shin hizo apariciones en 14 películas en total.
- Hpuza Shin
- Mhya Nat Maung
- Chit Tha Mhya
- Chit Yay Sin
- Saung Taw Shin
- Chain Tan Pyi
- May Thawda

## Discografía
Lanzó más de 40 discos con A1 Records. La siguiente es una lista de sus canciones más populares.
- Chit Yay Sin
- Shwe Pyaung Pyaung
- Aunggyin Shitpa
- Pyo Mha Dan
- Myat Lay Ngoun
- Thawda Ngwe Min
- Kyay Say Taman
- Chit Khet Thetlya
- Mya Kay Khine
- Phoo Sar Paing
- Shwe Moe Nyo
- Lei Lei Win
- Ko Pine Myittar
- Kyaung Pate Yet
- Mae Darli
- Chit thal swal
- Paramidaw
- Shwe Wah Phoo
- Shae Bayin
- Chit Pann Hlwar
- Mal Khu Hmyaw
- Chit Pan Hlwar
- Mane Yar thi
- Khit Pyaung Chein
- Mya Kay Khine
- Thet Wai (Juntó con Pyi Hla Pe)
- Shae Ku Tho (Juntó con Pyi Hla Pe)
- Shae Yae Set (Juntó con Pyi Hla Pe)
- Chit Mar Larr (Juntó con Pyi Hla Pe)